# Paul Veenemans
Paul Jan (Paul) Veenemans (Amsterdam, 21 januari 1947 - Amsterdam, 6 februari 1973) was een Nederlands roeier. Hij nam eenmaal deel aan de Olympische Spelen, maar won bij die gelegenheid geen medailles.
In 1972 maakte hij als roeier op 25-jarige leeftijd zijn olympisch debuut op de Olympische Spelen van 1972 in München. Samen met zijn landgenoot Jan Bruyn nam hij deel aan de dubbeltwee. De roeiwedstrijden werden gehouden op de nieuwe roeiaccommodatie bij Oberschleißheim. In de 3e serie van de eliminaties werden ze tweede, in de 2e herkansing werden ze tweede en in de 1e halve finale werden ze vierde. Hierdoor moesten ze genoegen nemen met een plek in de kleine finale. Deze finale wonnen ze in 7.07,25 en eindigden zodoende op een zevende plaats.
In zijn actieve tijd was hij als student aangesloten bij de Amsterdamse studentenroeivereniging Nereus. Hij kwam op 26-jarige leeftijd om het leven door een auto-ongeluk. Hij was de broer van olympisch roeier Ernst Veenemans.

## Paul Veenemans Prijs
Naast roeier was Veenemans ook een fervent schaatser, wielrenner en hardloper. Na zijn plotselinge overlijden riep de Koninklijke Nederlandse Roeibond als eerbetoon een wisselprijs in het leven voor een wedstrijd waarbij de diverse disciplines moesten worden gecombineerd. Deze zogeheten Paul Veenemans Prijs (PVP) werd in 1975 voor het eerst georganiseerd door Veenemans' eigen vereniging Nereus, en sindsdien organiseert ieder jaar een andere vereniging de PVP. Deelnemers aan de wedstrijd worden geacht om naast het verplichte onderdeel roeien aan minimaal twee van de drie andere onderdelen deel te nemen.

## Palmares

### roeien (mannen dubbeltwee)
- 1972: 7e OS - 7.07,25

Paul Veenemans · 
Jan Bruyn